# تشارلز وايت (رسام)
كان تشارلز ويلبيرت وايت الابن (بالإنجليزية: Charles Wilbert White, Jr.)‏ (وُلد في الثاني من أبريل عام 1918 – وتوفي في الثالث من أكتوبر عام 1979) فنانًا أمريكيًا اشتُهر بتأريخه المواضيع المتعلقة بالأمريكيين الأفارقة في لوحاته، ورسوماته، وطباعاته الحجرية، وجدارياته. أشهر أعمال وايت هي جدارية مساهمة الزنجي في الديمقراطية الأمريكية، القابعة في جامعة هامبتون. في عام 2018، الذكرى المؤية لولادته، نظم معهد الفن في شيكاغو ومتحف الفن الحديث أول معرض رجعيّ كبير لأعماله.

## نشأته وتعليمه
وُلد تشارلز ويلبيرت وايت في الثاني من أبريل من عام 1918، لإيثلين غيري، التي كانت عاملة منزلية، وتشارلز وايت الأب، العامل في البناء والسكك حديدية، في الجهة الجنوبية من شيكاغو. لم يتزوج والداه قط وتربى على يد والدته، ولعدم امتلاكها أي وسيلة من وسائل رعاية الطفل، كانت غالبًا ما تتركه في المكتبة العامة. نمّى هناك وايت انجذابًا للفن والقراءة في سن صغير. اشترت والدة وايت له مجموعة ألوان زيتية وقتما كان في السابعة من عمره، الأمر الذي علقه بالرسم. عزف وايت الموسيقى في طفولته أيضًا، ودرس الرقص المعاصر، وكان فردًا في مجموعات مسرحية؛ وصرح أن الفن كان شغفه الحقيقي.
أخذت والدة وايت إياه إلى معهد الفن في شيكاغو أيضًا، حيث كان يقرأ ويُطالع اللوحات، منميًا اهتمامًا خاصًا بأعمال وينسلو هومر وجورج إنس. بسبب النقص المادي الذي عانى منه وايت في نشأته، غالبًا ما كان يرسم على أي سطح كان يقع بين يديه كالقمصان، والكراتين، وستائر النوافذ. خلال الكساد الكبير، حاول وايت الشاب إخفاء شغفه للفن خوفًا من الإحراج؛ مع ذلك، انتهى الإخفاء وقتما حصل وايت على عمل في رسم اللافتات في عمر الرابعة عشرة. تعلم وايت مزج الألوان بحضوره جلسات يومية لمدة أسبوع في صف رسم أُقيم برعاية معهد فن في منتزه قرب منزله. تزوجت والدة وايت مرة أخرى بعد وفاة والده في عام 1926. تزوجت عاملًا في مصنع فولاذ صار لاحقًا مدمن كحول مؤذٍ، خصوصًا تجاه وايت الشاب، ما لم يترك له مهربًا إلا الفن. كان هذا العام نفسه الذي بدأت فيه والدته إرساله إلى ميسيسيبي مرتين في العام إلى منزل خالتيه، هيستي بينز وهارييت بينز، حيث تعرف على إرثه وعلى الفلكلور الأمريكي الأفريقي الجنوبي، أثرت هذه الموضوعات بشدة على فنه لبقية حياته المهنية كفنان. عندما كان ناشطًا في وقت مبكر في مراهقته، تطوع بما يملك من مواهب ليصبح فنان مقر مجلس الزنوج الوطني في شيكاغو.
في الصف السابع، فاز وايت بمنحة لارتياد دروس فن يوم السبت في معهد الفن في شيكاغو. تغيرت آراء وايت الاجتماعية بعد قراءته كتاب ألين لوك الحركة الزنجية الجديدة: تأويل، الناقد لنهضة هارلم. تعرف بعد قراءة نص لوك على شخصيات أمريكية أفريقية مهمة في التاريخ الأمريكي، وساءل مدرسيه عن سبب عدم تدريس هذه المعلومات للطلاب في المدرسة، ما سبب وَسمَه بلقب «الطفل المُشكِل المتمرد». لم يتخرج وايت من المدرسة الثانوية، لخسارته عامًا نتيجة رفضه حضور الصف بعد أن خاب أمله بنظام التعليم. شجعه أساتذة الفن على تقديم أعماله الفنية وفاز بمنح دراسية مختلفة، لكنها سُحبت منه لاحقًا باعتبارها «خطأً» ومُنحت للبيض عوضًا عنه. قُبل في مدرستين للفن، لكن ألغت كل منهما قبوله بسبب عرقه. تلقى وايت في النهاية منحة دراسية كاملة لارتياد مدرسة معهد الفن في شيكاغو. وقتما كان في مدرسة الفن، عرّف وايت ميتشيل سيبورين، وفرنسيس شابن، وآرون بورود على أنهم المؤثرين به. كان رسامًا ممتازًا، أتمّ خمسة صفوف رسم وحصل على «درجة إيه» نهائية. عمل وايت طباخًا لتغطية تكاليف معدات الفن، مستفيدًا من تعليمات والدته ووصفاتها. شغل وايت لاحقًا منصب أستاذ للفنون في ثانوية القديسة إليزابيث الكاثوليكية. عُين وايت فنان إدارة تقدم الأعمال، واعتُقل مع حشد من زملائه الفنانين السود أثناء اعتصامهم.